# Židoviník německý
Židoviník německý (Myricaria germanica) je v ČR kriticky ohrožený keř z čeledi tamaryškovitých.

## Popis
Stálezelený keř se vzpřímenými metlovitými větvemi. Dorůstá velikosti 50 až 250 cm. Listy jsou šupinovité, velmi malé, střídavé, na mladých výhonech střechovitě se překrývající. Malé bílé květy jsou uspořádány v hroznech. Plodem jsou přibližně 1 cm dlouhé, zeleně fialové tobolky, obsahující letuschopná semena o velikosti asi 1 mm.
Rostlina kvete v období května až srpna.

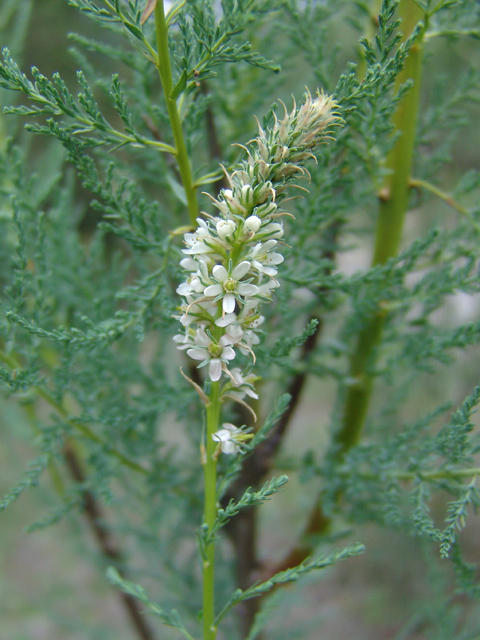
Květenství židoviníku německého

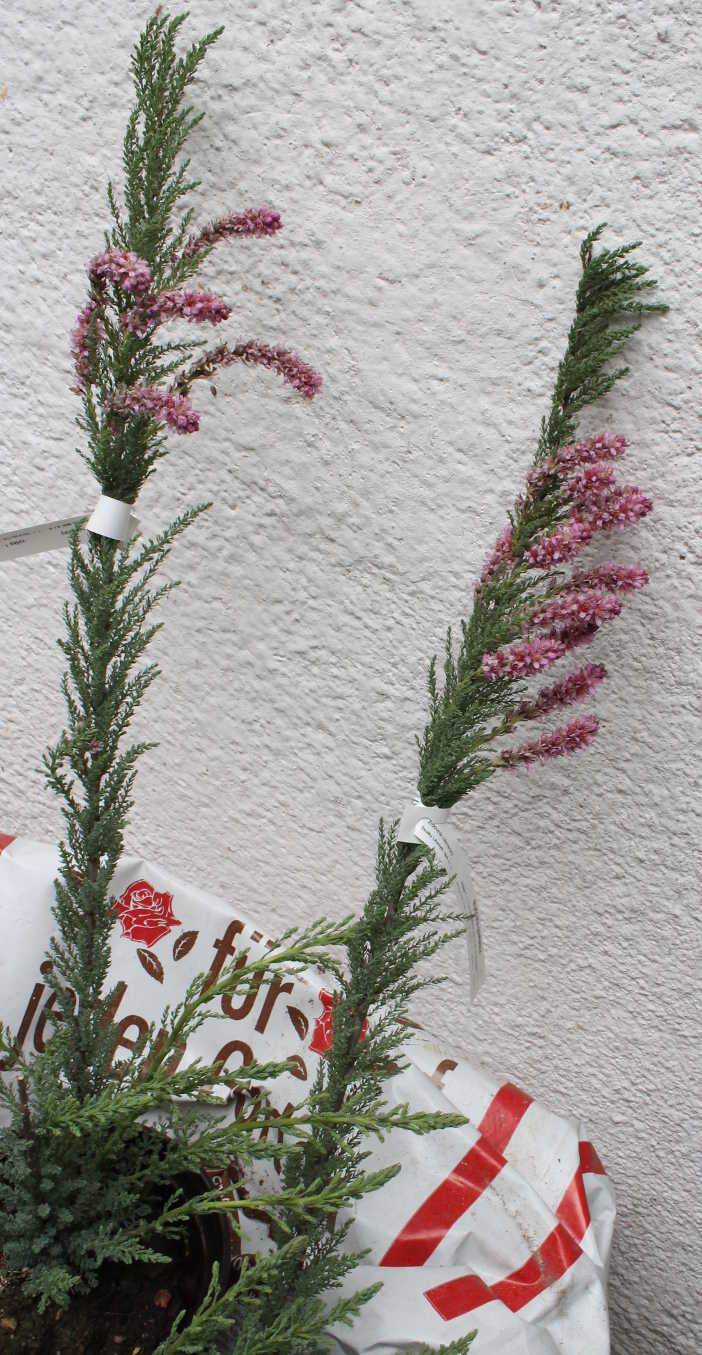
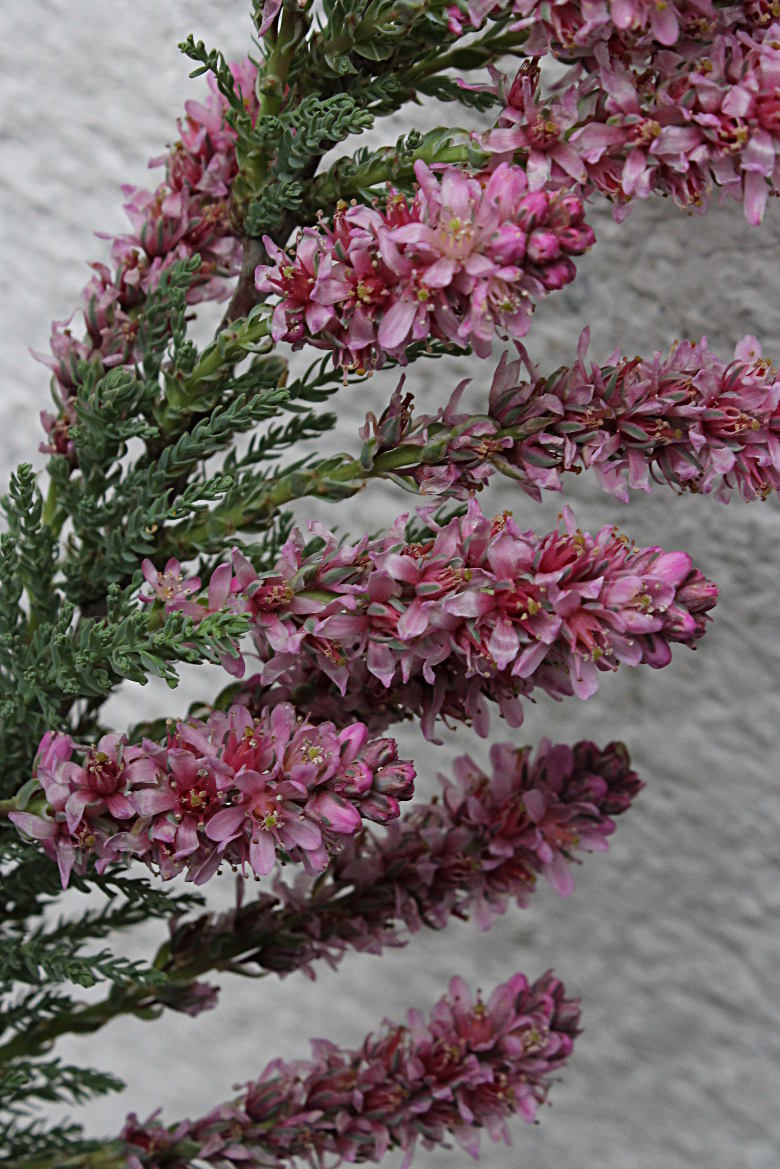

## Rozšíření
Střední Evropa, Finsko, Skandinávie, Írán. V České republice pouze v řečišti řeky Morávky, druhotně haldy a odkaliště (Karviná). Bývá pěstován jako okrasná rostlina, je vyšlechtěn kultivar s růžovými květy. Je pěstován například v soukromé botanické zahradě ve Štramberku.

## Ekologie
Židoviník německý má velice specifické nároky na stanoviště. Roste na štěrkových a písčitých náplavách na březích potoků a řek. Je to absolutní heliofyt (nesnáší jakýkoli zástin) a tato skutečnost je důležitá i při klíčení semen. Jeho schopnost konkurence vůči jiným rostlinám je téměř nulová. Osud populace v České republice je nejistý.